# Grote Prijs van Gemenc
De Grand Prix Cycliste de Gemenc (Hongaars: Gemenci Nagydíj) is een wielerwedstrijd in het zuidwesten van Hongarije. De wedstrijd bestaat uit een proloog en twee tot drie etappes en vertrekt vanuit Szekszárd. Tot 2009 maakte de wedstrijd deel uit van de UCI Europe Tour met UCI-categorie 2.2. In 1975 werd de wedstrijd voor het eerst georganiseerd, destijds als amateurwedstrijd.
In 2019 werd de koers als twee wedstrijden georganiseerd; de Grote Prijs van Gemenc I en de Grote Prijs van Gemenc II. Beide wedstrijden maakten onderdeel uit van de UCI Europe Tour, in de categorie 1.2. In 2020 en 2021 werd de wedstrijd niet verreden vanwege de coronapandemie. Sinds 2022 staat de wedstrijd weer op de kalender.
De wedstrijd is vernoemd naar het Woud van Gemenc dat deel uitmaakt van het Nationaal Park Duna-Dráva.

## Winnaars

### Meervoudige winnaars
| Overwinningen | Renner        | Land      | Jaren      |
| ------------- | ------------- | --------- | ---------- |
| 2             | László Halász | Hongarije | 1977, 1981 |
| 2             | Zoltán Halász | Hongarije | 1978, 1983 |
| 2             | Kurt Konrad   | Tsjechië  | 1984, 1994 |
| 2             | Csaba Steig   | Hongarije | 1991, 1992 |
| 2             | Zoltán Remák  | Hongarije | 2000, 2004 |
| 2             | David Arato   | Hongarije | 1995, 1997 |
| 2             | Rok Korošec   | Slowakije | 2015, 2018 |

### Overwinningen per land
| Overwinningen | Land                                            |
| ------------- | ----------------------------------------------- |
| 17            | Hongarije                                       |
| 7             | Tsjechië                                        |
| 5             | Italië, Slowakije                               |
| 4             | Duitsland                                       |
| 3             | Slovenië                                        |
| 2             | Servië                                          |
| 1             | Joegoslavië, Nederland, Nieuw-Zeeland, Oekraïne |

## Weblinks
- GP Cycliste de Gemenc op memoire-du-cyclisme.net